# Rachcin
Rachcin [pronunciación en polaco: /ˈraxt͡ɕin/] es un pueblo ubicado en el distrito administrativo de Gmina Bobrowniki, dentro del Distrito de Lipno, Voivodato de Cuyavia y Pomerania, en el norte de Polonia central. Se encuentra aproximadamente a 8 kilómetros al sureste de Bobrowniki, a 16 kilómetros al suroeste de Lipno, y a 44 kilómetros al sureste de Toruń.
El pueblo tiene una población de 386 habitantes.